# Alberto Tell
Alberto Máximo Tell (n. San Salvador de Jujuy, 24 de abril de 1955) es un abogado, dirigente sindical y político argentino, miembro del Partido Justicialista (PJ), que fungió como Senador de la Nación Argentina por la provincia de Jujuy entre 1996 y 2001. Ejerció previamente el cargo de Diputado Provincial, y fue Secretario General de seccional jujeña de la Federación de Obreros y Empleados Telefónicos de la República Argentina. Accedió a la senaduría en febrero de 1996 luego de la renuncia de Guillermo Eugenio Snopek, que había asumido la gobernación de Jujuy.
Durante su gestión parlamentaria fue Secretario de la Comisión de Trabajo y Previsión Social, así como vocal de las de Asuntos Constitucionales, Relaciones Exteriores y Culto, Interior y Justicia, Defensoría del Pueblo, Educación, Ciencia y Tecnología, De Apoyo a las Obras del Río Bermejo, Libertad de Expresión, y Economías Regionales.
En 1999 fue candidato a gobernador de Jujuy en las elecciones provinciales por un sublema del Partido Justicialista, en la época en la que en su provincia regía el sistema de doble voto simultáneo. Su compañero de fórmula fue Washington Cruz y su sublema se denominó "Fe y Unidad Provincial". Terminó ubicándose en el tercer puesto con el 5.09% de los sufragios los votos de su lema resultaron decisivos para que el gobernador incumbente Eduardo Fellner obtuviera la reelección, venciendo a la radical de Gerardo Morales, que denunció fraude electoral.
Estuvo involucrado, junto con otros senadores justicialistas, en el famoso escándalo de coimas en el Senado durante el gobierno radical de Fernando de la Rúa siendo sobreseído en 2014. Tell no se presentó a la reelección en las elecciones legislativas de 2001, en las cuales venció el radicalismo jujeño, arrebatándole el Senador por la mayoría al justicialismo. como en 2012. En algunas ocasiones, los medios de comunicación afirmaron erróneamente que fue Senador por Salta, provincia vecina de Jujuy.